# Prem"jer-liha 2009-2010
La Prem"jer-liha 2009-10 è stata la 19ª edizione della massima divisione ucraina.
È iniziata il 17 luglio 2009 ed è terminata nel mese di maggio 2010. Questa edizione lo ha vinto lo Šachtar.
La prima partita della stagione è stata FC Illyčivec' Mariupol'-Zakarpattja Užhorod, finita 1-0 per i padroni di casa. È stato anche il campionato del ritorno in Ucraina di Andrij Ševčenko, tornato alla Dinamo Kiev. L'attaccante ha esordito contro il Metalurg Donec'k, partita finita 3-1 per i bianchi di Kiev, segnando il gol finale su rigore al 94º minuto.
In estate vi era stato il trasferimento più caro della storia del calcio ucraino, quello di Dmytro Chygrynskiy dallo Šachtar Donec'k al Barcellona per 25 milioni di euro.
Il 29 agosto 2009 è stato inaugurato il nuovo stadio dello Šachtar Donec'k, la Donbas Arena, stadio a 5 stelle UEFA.
Il capocannoniere del torneo è stato Arcëm Mileŭski della Dinamo Kiev con 17 reti, seguito da Jajá del Metalist Charkiv con 16.

## Squadre partecipanti
- Arsenal Kiev
- Čornomorec'
- Dinamo Kiev - Campione in carica
- Dnipro
- Illičivec'
- Karpaty
- Kryvbas
- Metalist
- Metalurh Donec'k
- Metalurh Zaporižžja
- Obolon' - Neopromosso
- Šachtar
- Tavrija
- Vorskla
- Zakarpattja - Neopromosso
- Zorja

## Classifica finale
|  |     | Classifica 2009-2010 | Pti | G  | V  | N  | P  | GF | GS | DR  |
|  | --- | -------------------- | --- | -- | -- | -- | -- | -- | -- | --- |
|  | 1.  | Šachtar              | 77  | 30 | 24 | 5  | 1  | 62 | 18 | +44 |
|  | 2.  | Dinamo Kiev          | 71  | 30 | 22 | 5  | 3  | 61 | 16 | +45 |
|  | 3.  | Metalist             | 62  | 30 | 19 | 5  | 6  | 49 | 23 | +26 |
|  | 4.  | Dnipro               | 54  | 30 | 15 | 9  | 6  | 48 | 25 | +23 |
|  | 5.  | Karpaty              | 50  | 30 | 13 | 11 | 6  | 44 | 35 | +9  |
|  | 6.  | Tavrija              | 45  | 30 | 12 | 9  | 9  | 38 | 38 | 0   |
|  | 7.  | Arsenal Kiev         | 42  | 30 | 11 | 9  | 10 | 44 | 41 | +3  |
|  | 8.  | Metalurh Donec'k     | 40  | 30 | 11 | 7  | 12 | 41 | 33 | +8  |
|  | 9.  | Metalurh Zaporižžja  | 35  | 30 | 10 | 5  | 15 | 31 | 48 | -17 |
|  | 10. | Obolon'              | 31  | 30 | 9  | 4  | 17 | 26 | 50 | -24 |
|  | 11. | Vorskla              | 31  | 30 | 6  | 13 | 11 | 29 | 32 | -3  |
|  | 12. | Illičivec'           | 29  | 30 | 7  | 8  | 15 | 31 | 56 | -25 |
|  | 13. | Zorja                | 28  | 30 | 7  | 7  | 16 | 23 | 47 | -24 |
|  | 14. | Kryvbas              | 25  | 30 | 7  | 4  | 19 | 31 | 47 | -16 |
|  | 15. | Čornomorec'          | 24  | 30 | 5  | 9  | 16 | 21 | 44 | -23 |
|  | 16. | Zakarpattja          | 19  | 30 | 5  | 4  | 21 | 18 | 44 | -26 |

## Capoliste Solitarie
- Dalla 3ª alla 18ª giornata:  Dinamo Kiev
- Dalla 21ª alla 23ª giornata:  Šachtar
- Dalla 27ª alla 30ª giornata:  Šachtar

### Classifica marcatori
| Calciatore        | Gol | Squadra                   |
| ----------------- | --- | ------------------------- |
| Arcëm Mileŭski    | 17  | Dinamo Kiev               |
| Jajá              | 16  | Metalist                  |
| Jevhen Selezn'ov  | 13  | Dnipro                    |
| Luiz Adriano      | 11  | Šachtar                   |
| Andrei Varankaw   | 10  | Obolon' (5) - Kryvbas (5) |
| Henrix Mxit'aryan | 9   | Metalurh Donec'k          |
| Denys Olijnyk     | 9   | Metalist                  |
| Andrij Vorobej    | 9   | Arsenal Kiev              |
| Jádson            | 9   | Šachtar                   |
| Ionuț Mazilu      | 9   | Arsenal Kiev              |

## Verdetti
- Šachtar Campione dell'Ucraina 2009-2010
- Šachtar e  Dinamo Kiev
- Metalist,  Dnipro e  Karpaty
- Čornomorec' e  Zakarpattja